# Yuko Mochizuki
Yūko Mochizuki (望月優子, Mochizuki Yūko, 28 de janeiro de 1917 – 1 de dezembro de 1977), também conhecida como Mieko Mochizuki, foi uma atriz japonesa de teatro e cinema que apareceu em vários filmes dos diretores Keisuke Kinoshita, Mikio Naruse e Tadashi Imai.

## Biografia
Mochizuki deixou a Escola Municipal Oshioka de Tóquio prematuramente em 1930 e estreou nos palcos no mesmo ano com a peça Casino Folies de Ken'ichi Enomoto, em Asakusa, Tóquio.  Ela continuou em trupes de teatro como a Shinjuku Moulin Rouge e o Shinsei Shinpa, primeiro atuando em comédias leves e depois em peças dramáticas, até assinar com o estúdio Shochiku em 1950. Seu primeiro papel importante foi em Nihon no Higeki de Kinoshita, em 1953. Outras aparições notáveis incluem Bangiku, de Naruse, Kome, de Imai e Niguruma no uta, de Satsuo Yamamoto. Ela também teve pequenos papéis em dois filmes de Yasujirō Ozu, Ochazuke no Aji e Kohayagawa-ke no Aki. Em 1960, Mochizuki dirigiu o curta-metragem infantil Umiwowataru yūjō (海を渡る友情, lit. "Amizade através do mar") para o Departamento de Cinema Educacional da Toei. Além de seus trabalhos no palco e no cinema, ela também apareceu em produções televisivas. 
Em 1971 e 1977, Mochizuki concorreu às eleições para a Câmara dos Conselheiros pelo Partido Socialista Japonês. Ela morreu de câncer de mama em 1977, aos 60 anos.

## Filmografia selecionada
- Carmen Kokyō ni Kaeru (1951) – diretor Keisuke Kinoshita
- Honjitsu kyūshin (1952) – diretor Minoru Shibuya
- Gendai-jin (1952) – diretor Minoru Shibuya
- Ochazuke no Aji (1952) – diretor Yasujirō Ozu
- Carmen junjō su (1952) – diretor Keisuke Kinoshita
- Nihon no Higeki (1953) – diretor Keisuke Kinoshita
- Onna no sono (1954) – diretor Keisuke Kinoshita
- Bangiku (1954) – diretor Mikio Naruse
- Takekurabe (1955) – diretor Heinosuke Gosho
- Jiro Monogatari (1955) – diretor Hiroshi Shimizu
- Yūyake-gumo (1956) – diretor Keisuke Kinoshita
- Kabe atsuki heya (1956) – diretor Masaki Kobayashi
- Kome (1957) – diretor Tadashi Imai
- Unagitori (1957) – diretor Sotoji Kimura
- Kanashimi wa onna dakeni (1958) – diretor Kaneto Shindō
- A Balada de Narayama (1958) – diretor Keisuke Kinoshita
- Niguruma no uta (1959) – diretor Satsuo Yamamoto
- Ai to kibō no machi (1959) – diretor Nagisa Ōshima
- Kohayagawa-ke no aki (1961) – diretor Yasujirō Ozu
- Kaidan (1964) – diretor Masaki Kobayashi

## Prêmios
- Prêmio Mainichi Film de 1953 de Melhor Atriz por Nihon no Higeki[7]
- Prêmio Blue Ribbon de 1954 de Melhor Atriz Coadjuvante por Bangiku[8]
- Prêmio Blue Ribbon de 1957 de Melhor Atriz por Kome e Unagitori[6]